# George Arthur Fripp
Pour les articles homonymes, voir Fripp.

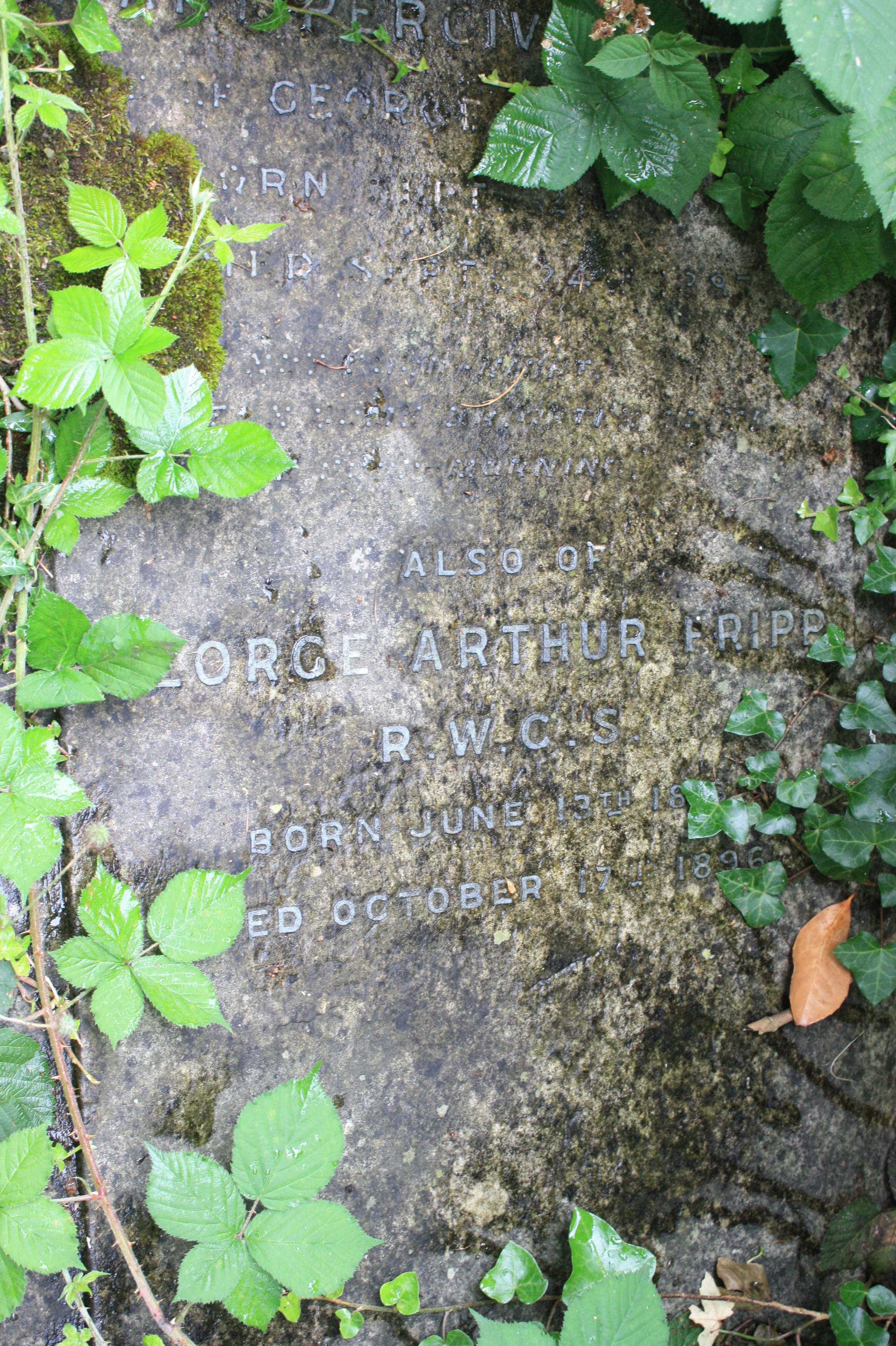
Tombe George Arthur Fripp, cimetière de Highgate à Londres

George Arthur Fripp, 13 juin 1813 – 17 octobre 1896, est un peintre anglais spécialiste de l'aquarelle. Il est le petit-fils de Nicholas Pocock et le frère du peintre Alfred Downing Fripp.

## Biographie
Né à Bristol, Fripp est éduqué dans sa ville natale puis à Birmingham et Leamington. Il prend des leçons de peinture à l'huile de James Baker Pyne puis expose pour la première fois en 1938 à la Bristol Society of Artists. En 1834, il accompagne son compatriote de Bristol William James Müller dans un tour d'Europe pour améliorer leur technique de l'esquisse, ce qui est l'occasion de produire des œuvres plus tard exposées à la Royal Academy à partir de 1838.
En 1841, il expose à la Royal Watercolour Society dont il devient associé cette même année, membre à part entière en 1845 et secrétaire de 1848 à 1854. Sa réputation s'établit comme aquarelliste, essentiellement de vues de la campagne britannique.
Il épouse Mary Percival en 1846. Deux de ses douze enfants deviennent également artistes : Charles Edwin Fripp, peintre-reporteur pour The Graphic, et Thomas W. Fripp, aquarelliste au Canada.
Fripp meurt dans le quartier de Hampstead à Londres, en octobre 1895.
Il est enterré dans la section est du cimetière de Highgate au nord de Londres. La tombe se trouve dans la section nord-est près de celle de George Eliot et juste au sud de celle de George Holyoake, mais c'est une pierre plate au niveau du sol et très difficile à localiser dans une partie du cimetière fortement envahie par la végétation hors des sentiers principaux.

## Galerie

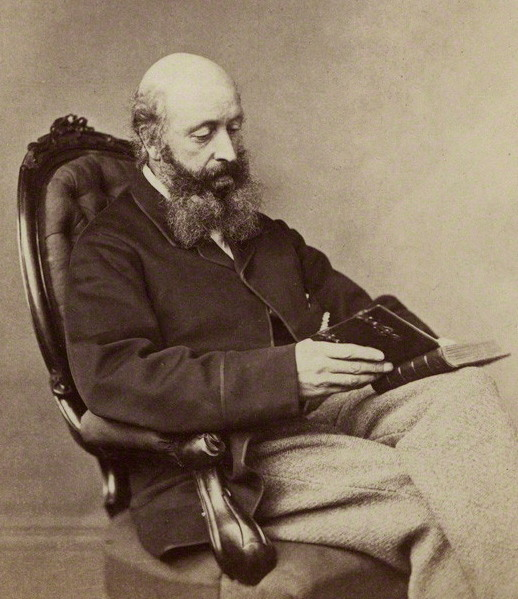
George Arthur Fripp dans les années 1860
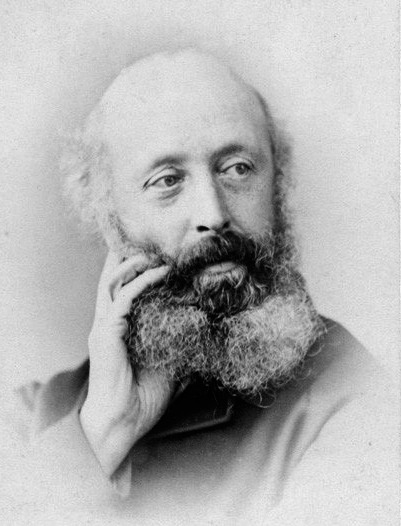
George Arthur Fripp dans les années 1860
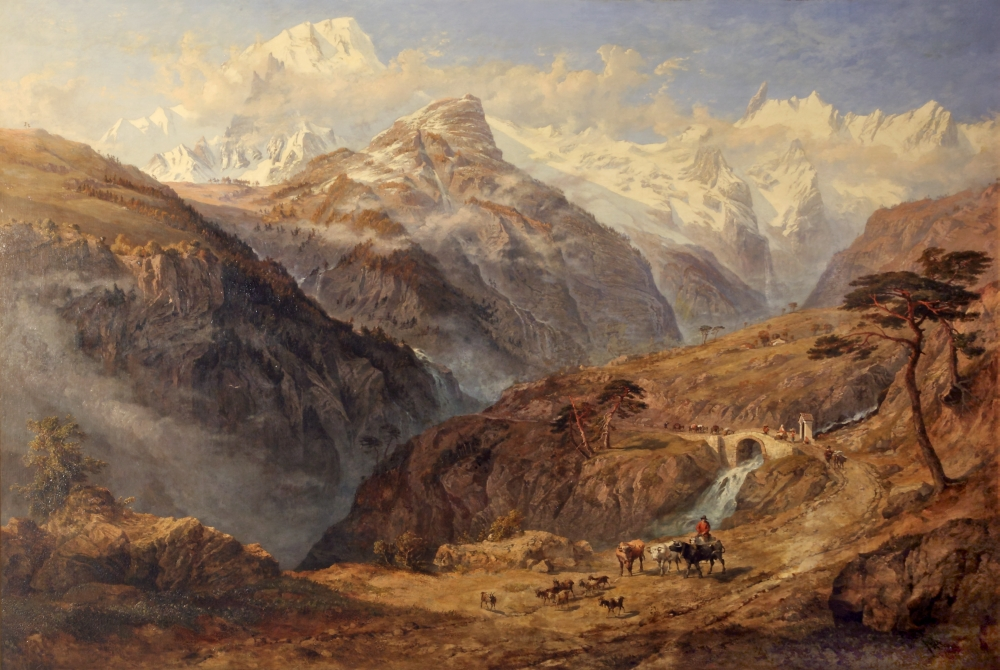
Le Mont Blanc, vue de Cormayeur, Vallé d'Aoste (1848)
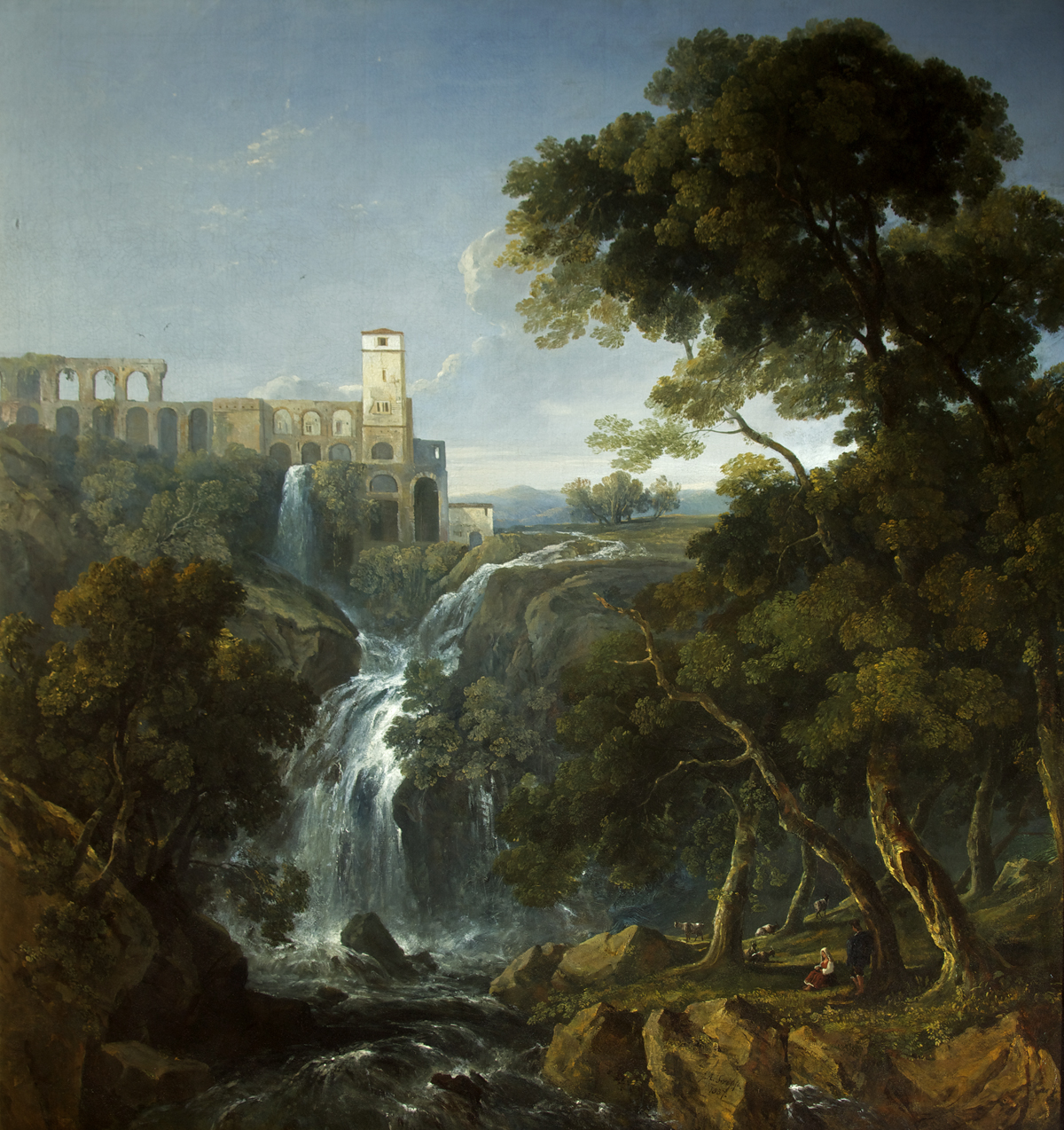
Tivoli (1837)
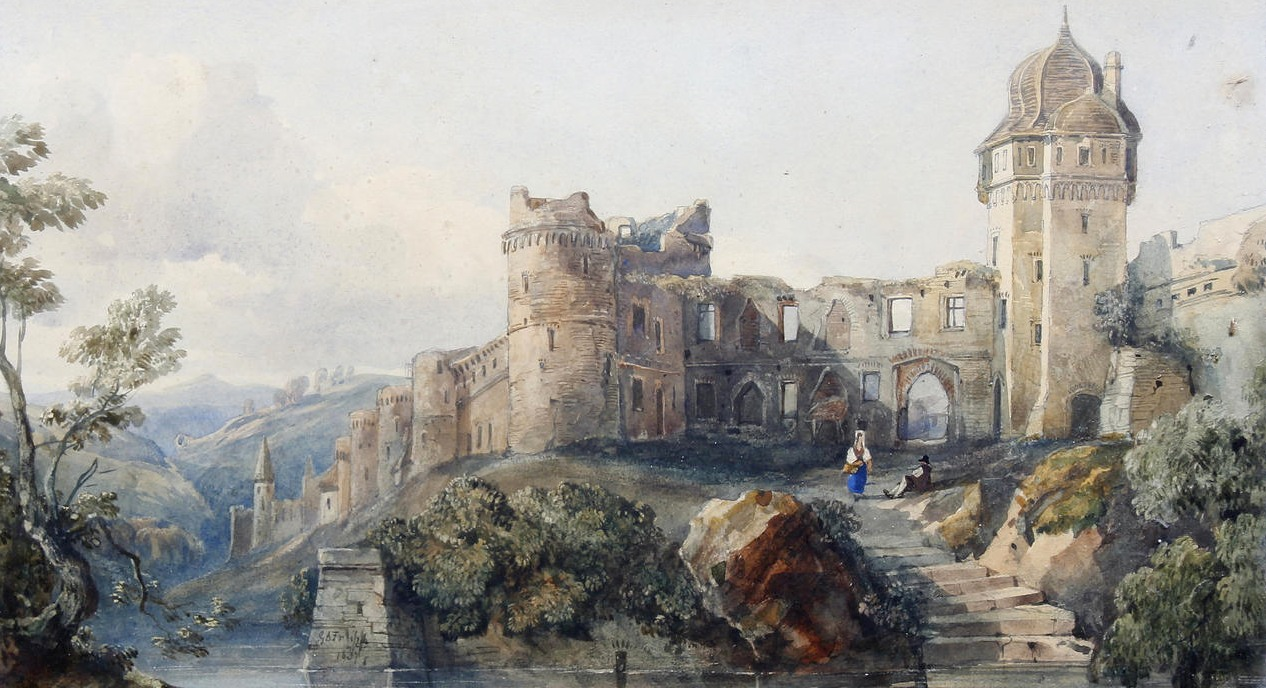
Ruines de château près d'une rivière (années 1830)

## Source de la traduction
- (en) Cet article est partiellement ou en totalité issu de l’article de Wikipédia en anglais intitulé « George Arthur Fripp » (voir la liste des auteurs).